# La vita cambia
La vita cambia è un film per la televisione trasmesso nel marzo del 2000 su Rai 1, diretto da Gianluigi Calderone.

## Trama
La storia di una donna, Anna (Isabella Ferrari), che dopo sei mesi viene liberata dai suoi rapitori grazie al pagamento del riscatto da parte del marito. La donna però non riesce a liberarsi dai suoi incubi. È così che cambia la sua vita. Nel film Mariangela Melato interpreta Viola, il sostituto procuratore che indaga sul drammatico rapimento e che mette sotto torchio Anna, convinta che nasconda importanti segreti...